# Kerkstraat (Zaltbommel)
De Kerkstraat is een straat in de stad Zaltbommel in de Nederlandse provincie Gelderland. De straat loopt vanaf de Gasthuisstraat en Bloemendaal tot het Kerkplein met daaraan de Grote of Sint-Maartenskerk. Zijstraten van de Kerkstraat zijn de Vismarkt, Heilige Geeststraat, Ruiterstraat en de Oenselsestraat. De straat is ongeveer 240 meter lang. 
Aan de Kerkstraat bevinden zich een groot aantal panden met de status van rijksmonument alsook de achterkant van de Gasthuiskapel. Het Jeroen Bosch Ziekenhuis met twee vestigingen in Zaltbommel, daarvan zit er ook een aan de Kerkstraat 2.

## Fotogalerij

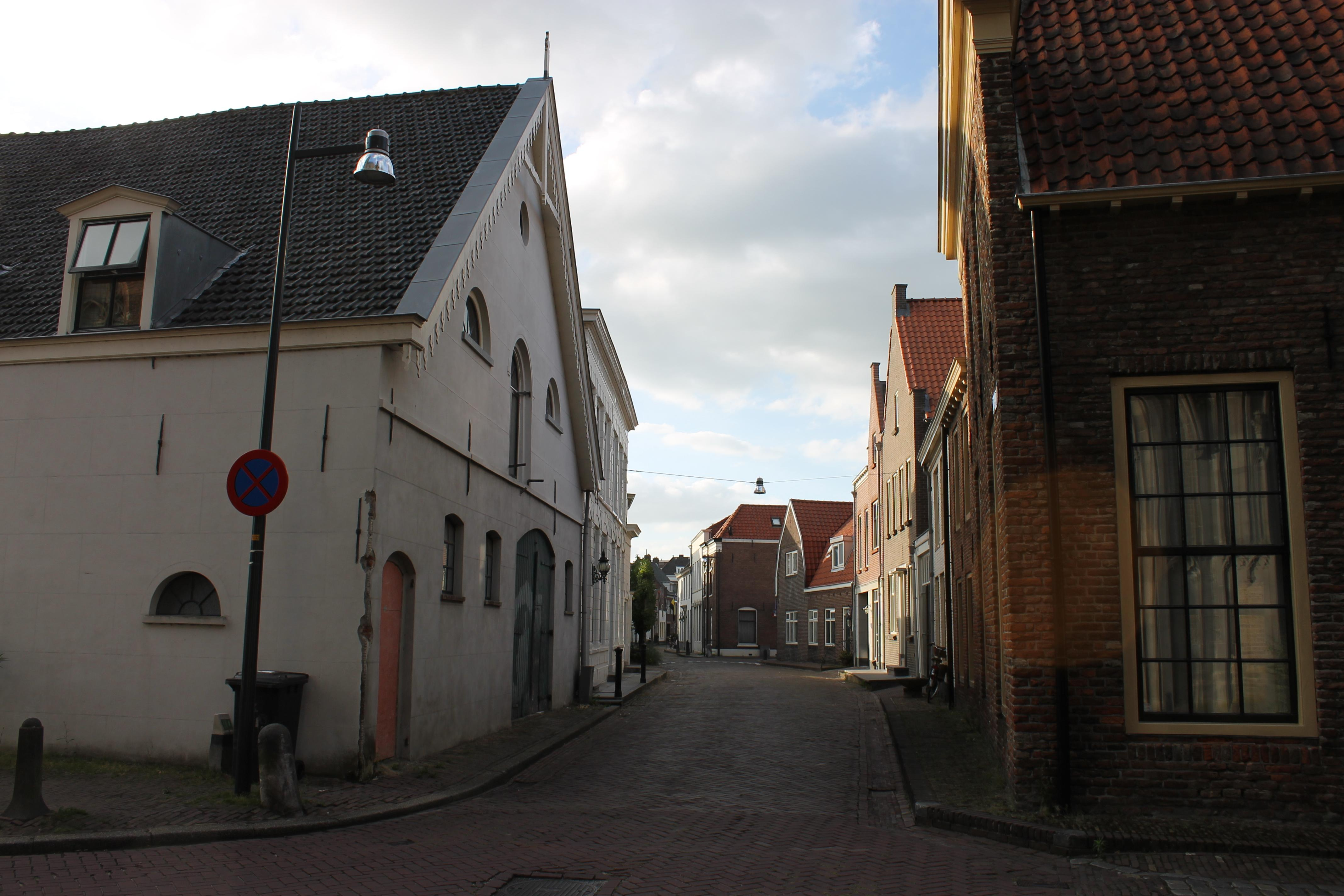
Kerkstraat gezien vanaf het Kerkplein
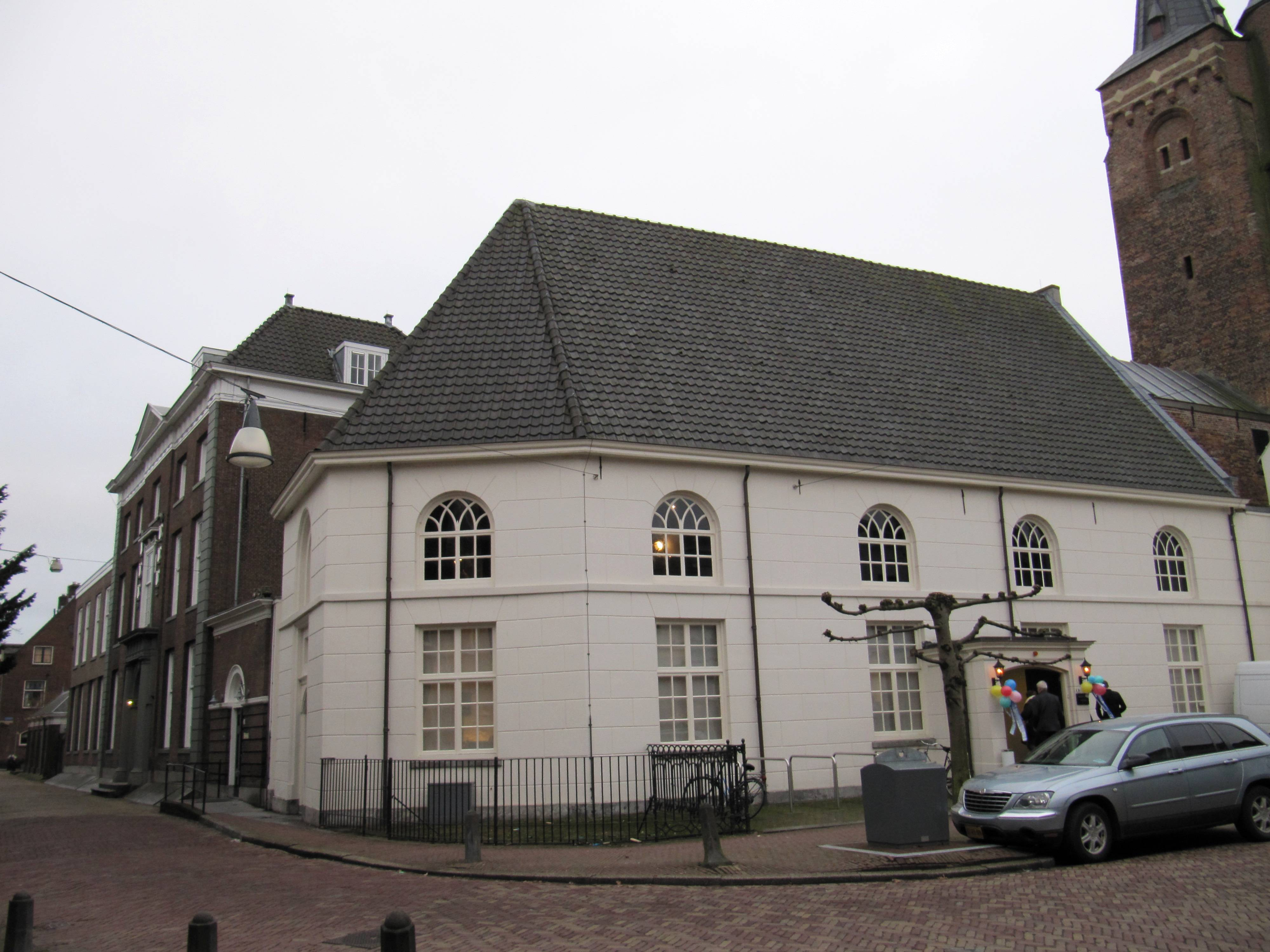
Bommelsch Gasthuis (Gasthuiskapel) aan de Kerkstraat en de Gasthuisstraat

Boschstraat ·
De Virieusingel ·
Gamerschestraat ·
Gasthuisstraat ·
Kerkplein ·
Kerkstraat · 
Korte Steigerstraat ·
Korte Strikstraat ·
Lange Steigerstraat · 
Markt ·
Nieuwstraat ·
Nonnenstraat ·
Oliemolen ·
Oliestraat ·
Steenweg ·
Tolstraat · 
Vismarkt · 
Waalkade · 
Waterstraat · 
Zandstraat